# Żerkowice (Opole)
Pour les articles homonymes, voir Żerkowice.
Żerkowice est une localité polonaise du gmina de Komprachcice dans la voïvodie et le powiat d'Opole.